# Costeñol
L’espagnol de la côte nord colombienne (Costeñol , prononcé [kosteɲol], selon l'écrivain colombien José Elías Cury) est une variation du dialecte espagnol des caraïbes (en) de la langue espagnole. Le costeñol est parlé dans la région caraïbe colombienne au nord du pays. Le dialecte est utilisé dans les zones comprises par les départements de La Guajira, Magdalena, Atlántico, Sucre, Córdoba, Cesar (hormis au sud et à l'est), les 3/4 parties septemptrionales du département de Bolívar, une partie minuscule du département de Santander et la partie nord des départements de Chocó et Antioquia.